# Breitengüßbach (stacja kolejowa)
Breitengüßbach (niem: Bahnhof Breitengüßbach) – stacja kolejowa w Breitengüßbach, w kraju związkowym Bawaria, w Niemczech. Znajduje się na linii Bamberg – Hof. Według DB Station&Service ma kategorię 5. 

## Linie kolejowe
- Linia Bamberg – Hof
- Linia Breitengüßbach – Maroldsweisach
- Linia Breitengüßbach – Dietersdorf

## Połączenia
| Rodzaj pociągu | Trasa                                                                                             | Trasa                                                         | Takt        |
| -------------- | ------------------------------------------------------------------------------------------------- | ------------------------------------------------------------- | ----------- |
| RE             | Franken-Thüringen-Express: Nürnberg – Fürth – Erlangen – Bamberg – Breitengüßbach – Lichtenfels – | Coburg – Sonneberg                                            | dwugodzinny |
| RE             | Franken-Thüringen-Express: Nürnberg – Fürth – Erlangen – Bamberg – Breitengüßbach – Lichtenfels – | Saalfeld – Jena                                               | dwugodzinny |
| RB             | (Saalfeld –) Kronach – Lichtenfels – Breitengüßbach – Bamberg                                     | (Saalfeld –) Kronach – Lichtenfels – Breitengüßbach – Bamberg | godzinny    |
|                | (Forchheim –) Bamberg – Breitengüßbach – Baunach – Ebern                                          | (Forchheim –) Bamberg – Breitengüßbach – Baunach – Ebern      | godzinny    |